# Znaménskoie (Mordòvia)
|  | Per a altres significats, vegeu «Znaménskoie». |

Znaménskoie (en rus: Знаменское) és un poble de la República de Mordòvia, a Rússia, segons el cens del 2010 tenia 72 habitants, pertany al municipi de Kozlovka.